# Nervo hipoglosso
O nervo hipoglosso ou grande hipoglosso constitui o décimo-segundo (XII) par de nervos cranianos.
Inerva os músculos que movimentam a língua, sendo por isso, considerado como o nervo motor da língua. É dividido em três porções principais: cisternal, intracanalicular e extracranial.
O nervo hipoglosso emerge do bulbo na margem anterior dos dois terços inferior da oliva no sulco pré olivar, sulco este que separa a oliva e a pirâmide. Ele emerge do crânio através do canal do hipoglosso e junta-se as fibras de  C1 (vértebra cervical), em espiral atrás do nervo vago, passando entre a artéria carótida interna e a veia jugular interna. Depois de passar pela parte posterior do músculo digástrico, ele irá para a língua. Ele inerva toda a musculatura da língua, com exceção do músculo palatoglosso que é inervado pelo nervo vago e nervo acessório.

## Testando o nervo hipoglosso
Para testar a função deste nervo, pede-se para a pessoa colocar sua língua para fora. Se há perda da função de um dos lados (paralisia muscular unilateral), a língua irá apontar para o lado afetado pela lesã

## Fisiologia do nervo
O nervo hipoglosso é um nervo puramente motor. Emerge do sulco lateral anterior do bulbo sob a forma de filamentos radiculares que se unem para formar o tronco do nervo. Este emerge do crânio pelo canal do hipoglosso, e dirige-se aos músculos intrínsecos e extrínsecos da língua (está relacionado com a motricidade da mesma). Apesar de possuir fibras consideradas eferentes somáticas gerais, o XII par também possui fibras de origem proprioceptiva e simpáticas, que realizam a vasoconstrição.  Essas fibras se unem de forma limitada ao nervo por meio de uma anastomose com o plexo carotídeo ou gânglio cervical superior. O núcleo do XII par craniano está disposto em agrupamentos com os nervos responsáveis pela inervação ocular (óculo motor, abducente e troclear) e as raízes ventrais dos nervos espinhais. As células têm origem nos núcleos do hipoglosso. Esse núcleo é uma continuação ascendente de colunas anteriores da medula cervical que possuem natureza motora. Essa coluna de células motoras multipolares entra no bulbo raquidiano entre a pirâmide e o núcleo olivar inferior, formando o nervo hipoglosso. A substância cinzenta circunda os núcleos do hipoglosso, e nela há a presença de três núcleos conhecidos como núcleos perihipoglossais, equivalentes a primeira segmentação que o nervo tem no período embrionário. Como fora previamente dito, a musculatura da língua é inervada pelo XII par, que procede de 3 somitos occipitais e se fundem nas 3 raízes occipitais compatíveis a esses somitos. O processo embriológico pode explicar a síndrome pescoço língua. A rotação da cabeça de modo rápido causa compressão do ramo ventral da raiz de C2 no espaço atlantoaxial (entre as vértebras altas e axis,respectivamente I e II vertebra cervical). Ao longo dessa raiz passam algumas fibras proprioceptivas da língua. Essas fibras passam do nervo lingual para o nervo hipoglosso e seguem para a raiz de vertebra C2 na medula espinhal. No quadro clínico da síndrome pode ser notado dor aguda na região occiptonucal e dormência ipsilateral da língua. O nervo hipoglosso é constituído por 3 núcleos:
1.      Núcleo intercalado de Staderini,onde está situado entre o núcleo do hipoglosso e do motor do vago.
2.      Núcleo prépositus,possui uma extensão do polo do núcleo do hipoglosso até o abducente 
3.      Núcleo de Roller que está presente de modo ventral e adjacente as radículas do XII nervo. 
Os núcleos do hipoglosso também são divididos em três partes:
1.      Parte ventral onde a partir dela saem fibras que irão inervar os músculos extrínsecos hipoglosso e estiloglosso responsáveis pela retração e elevação da ponta da língua 
2.      Parte ventrolateral e medial onde é a saída de fibras que seguem para os músculos genioglosso onde é e responsável pelo deslocamento da língua para dentro e para fora da cavidade oral e dos músculos intrínsecos verticais que alargam estreitas e o transversos da língua que estreita e alonga a língua 
3.      Parte dorsomedial mesmo sendo o menor setor, também possui participação na inervação do músculo estiloglosso. 
Posteriormente ao núcleo do XII nervo há a presença de um feixe de fibras descendentes e ascendentes. Essas fibras estão ligadas à substância cinzenta periventricular (fascículo longitudinal posterior de Schültz) de natureza visceral. Dentre os músculos extrínsecos, o palatoglosso não e inervado pelo nervo hipoglosso, é inervado pelo nervo vago (IX nervo craniano) e pelo nervo acessório (XI nervo craniano). A importância do nervo hipoglosso para motricidade da língua é importante para o processo digestivo dos alimentos e na higiene da cavidade oral, pois a língua auxilia na limpeza da região vestibular e interdental, eliminando possíveis microorganismos.

EXAME CLINICO
No exame do XII nervo avalia-se a força, a  capacidade e facilidade da língua, buscando debilidade, fasciculação e atrofia. Para a realização do exame, é necessário que o paciente abra a boca e deixe a língua dentro dela, em estado de repouso. Por conseguinte, após a análise o paciente põe a língua para fora, para os lados e para cima.  Não obstante, com um abaixador é deslocado o lado da língua para o sentido contrário que ela se encontra(ou seja, contra a resistência), e vice-versa. Tacteando-se a língua normal através da bochecha, ela não será deslocada e em risco de miotonia, põe-se a borda do abaixador pressionando o êmulo da língua e reverbera fixamente. Aparentando ser um filete efêmero de contração na linha sob o depressor e afunilando a língua. Na contração miotônica é designado um encolhimento que demora a desencarnar.
Na presença de adinamia em iníquo, a língua muda para o lado parésico, devido o acionamento do genioglosso normal, dentro da cavidade oral, a língua têm consequência da intervenção do estiloglosso que a puxa para e cima e para trás, mudando-a levemente para o lado forte, no entanto, tendo insucesso em pressionar contra a bochecha desse lado e sim do outro. Dentro da boca, o ápice da língua faz um movimente leve lateral bilateral, consequente dos músculos intrínsecos. Devido a demanda maior do entrelaçamento de fibras entre os núcleos do XII a fraqueza unilateral deve ser diminuída, por outro lado, pode ocorrer a dificuldade de manipulação e remoção de resíduos(alimentos). Em contrapartida, os movimentos ligeiros da língua podem estar desgastados. Caso não aconteça a atrofia da hermílingua parésica, torna-se-á mais volumosa. Quando a atrofia é diagnosticada, o prejuízo de volume acontece nas bordas laterais e no ápice da língua. Em situações de atrofia avançada, a língua com sulcos e fissuras, juntamente com protusões encurvam-se e geram como consequência o formato falciforme(foice).
Na paralisia bulbar progressiva e na esclerose lateral amiotrófica avançada, o atrofiamento pode ser tão preocupante que se pode efetuar a elevação de língua, ficando imóvel no assoalho bucal. A atrofia pode acontecer em conjunto com uma fasciculação, em vezes com tremores finos e rápidos, tendo dificuldades de diferenciar de fasciculação pois os tremores dentro da boca param e da fasciculação não acontece. Pode acontecer movimentos dentro da boca, isso ocorre por conta do músculo estiloglosso empurrar sem parar a língua para cima e para baixo. Paciente com coreia quando faz elevação da língua apresenta movimentos irregulares. A infecção por psicotrópicos e a doença de Parkison e síndrome de Meige causam esse distúrbio no movimento da língua.
A glossite atrófica acontece por conta da atrofia das papilas e do epitélio, tendo como sinal língua lisa, brilhante e avermelhada, em fases mais avançadas pode acontecer edema e dor irradiada para o ouvido. Essa patologia pode ser causada por deficiência de vitaminas do complexo B12, ácido fólico e ferro. Se o paciente estiver apresentando anemia permiciosa a língua pode se apresentar pálida ou mais avermelhada, lisa, pegajosa, translúcida e as papilas fungiforme e filiformes podem estar atrofiadas. Na pelagra por deficiência de vitamina B5, a língua se mostra lisa e atrofiada, nos casos mais graves fica demasiado, com uma coloração avermelhada escaldante e pode apresentar ulceras. Na falta de riboflavina pode ter uma cor purpúrea ou azul carmesim com as papilas fungiformes e filiformes proeminente e edemaciadas semelhante com calçamento de paralelepípedo, ao se juntar com fusão e fissuras das papilas é parecido com língua geográfica ou escrotal. A língua atendente pode ter um de seus causadores o grande uso de tabaco, intoxicação por metais pesados. Xerostomia e irritações locais podem ser de língua irritada e seca. A síndrome de Melkersson e Rosenthal acarretam paralisia nos nervos faciais e língua escrotal. Na língua aparece fissuras longitudinais ocorrem na glossite sifilítica.
Desordens da função
Há diversos tipos de síndromes e sintomas causados pela disfunção do XII par de nervo craniano: nervo hipoglosso. Como por exemplo, a paralisia pseudobulbar bilateral, caracterizada pela lesão do neurônio motor superior, a qual desencadeia diversos sintomas no paciente, tal como a impossibilidade de protrusão da língua até fora do vestíbulo, apenas até os dentes. 
Como também, na síndrome extrapiramidal, onde novamente ocorre a dificuldade de protrusão, fala e movimentos na língua. Também há transtornos envolvendo o núcleo do hipoglosso, como neoplasias e lesões vasculares e o trajeto intracraniano extramedular, como meningite infecciosa e neoplásica. Esses transtornos podem, também, envolver o nervo antes de sair da caixa craniana em processos de fraturas ou luxações em vértebras cervicais superiores e na parte do clivus, que é caracterizada como a parte lisa e inclinada da porção central da base do crânio, onde causam paralisias bilaterais, como a citada anteriormente. 
Inflamação, trauma e neuplasia na parte condilar do XII par de nervo craniano, acarreta uma paralisia isolada, nomeada de síndrome do côndilo do hipoglosso ou côndilo-jugular, por acometer tanto o forame jugular quando o canal do hipoglosso. Além disso, lesões mecânicas no nervo podem desencadear uma lenta e má regeneração, deixando com um aspecto aberrante, tal fato acarretará em uma dificuldade de movimentação lingual.
Uma síndrome muito conhecida é a de Collet e Sicard,que tem como característica uma hemiparalisia dos nervos cranianos finais.Em estágio avançado ,apresenta-se como: hemiparalisia velopalatina,faríngea e laríngea,paralisia atrófica dos músculos esternocleidomastoideo e atrofia da hemilíngua .As ocorrências mais comuns são por lesões causadas por tumores e por tiros de armas de fogo. Outra síndrome bastante conhecida é a de Déjenne que tem como característica a oclusão da artéria vertebral ou da espinhal anterior.As lesões ocorrem no feixe piramidal,na raiz do hipoglosso e as vezes estruturas do lemnisco medial.Nos casos mais graves da oclusão da artéria vertebral,podem ocorrer quadriplegia,paralisia da língua uni ou bilateralmente e anestesia profunda nos quatro membros.